# Anzov
Anzov è un comune dell'Azerbaigian situato nel distretto di Yardımlı. Conta una popolazione di 901 abitanti.